# 异质结双极性晶体管
异质结双极性晶体管（英語：heterojunction bipolar transistor，縮寫：HBT）是双极性晶体管的一种，它的发射区和基区使用了不同的半导体材料，这样，发射结（即发射区和基区之间的PN结）就形成了一个异质结。异质结双极性晶体管比一般的双极性晶体管具有更好的高频信号特性和基区发射效率，可以在高达数百GHz的信号下工作。它在现代的高速电路、射频系统和移动电话中应用广泛。对异质结双极型晶体管的研究始于1951年。